# Луков, Фёдор Алексеевич
Фёдор Алексе́евич Лу́ков (1761—1813) — генерал-майор Русской императорской армии, прошедший путь от рядового солдата до генерала, участник Отечественной войны 1812 года, участник 6 войн, командующий 5-й пехотной дивизией.

## Биография
Фёдор Алексеевич Луков родился в 1761 году в Москве. В формулярном списке в графе сословие значится: «… из солдатских детей». На службу поступил в 14 лет, 5 сентября 1775 года, рядовым в Севский пехотный полк. Последовательно занимал должности писаря, фурьера, сержанта, аудитора. В апреле 1793 года произведён в поручики.
В составе своего полка участвовал в боевых действиях в Польше в 1783—1784 и 1793—1794 годов. В 1799 году принимал участие в Войне с французами в Швейцарии в должности командира батальона и в чине майора.
С 1807 года участвует в Русско-прусско-французской войне, отличился в сражениях при Янкове, Лансберге, в битве при Прейсиш-Эйлау, на реке Пассарге, в сражении при Гейльсберге. Получил ранение в правую руку.

В Русско-шведской войне в 1808—1809 годах отличился в боях под Куопио, Куортане, Сальми, Оровайсе, Торнео и Умео. Был представлен к награждению орденом Святого Георгия 4-го класса 15 февраля 1809 года 
В воздаяние отличнаго мужества и храбрости, оказанных в минувшую кампанию против шведов в сражении 21 августа при Сальми, где, начальствовав полком в резерве, а потом в центре мужественными и благоразумными распоряжениями недопустил неприятеля отрезать наш левый фланг и когда правый был опрокинут, подкрепил оный во время; тоже учинил при нападении нашем на их укрепления и быстро атаковал неприятеля из центра с оставшимся баталионом, который много способствовал к завладению неприятельскими укреплениями.
В феврале 1810 года принял командование над своим Севским мушкетерским полком, который в феврале 1811 года переименован в Севский пехотный полк. В августе 1811 года получил чин полковника.
В Отечественную войну 1812 года Севский 34-й пехотный полк под командованием полковника Ф. А. Лукова в составе 1-й бригады 5-й пехотной дивизии в 1-го пехотного корпуса П. Х. Витгенштейна уже 27 июня сразился с французами под Вилькомиром. При отступлении русской армии из лагеря под Дриссой прикрывал дорогу к Петербургу против французских корпусов Макдональда (в Курляндии) и Удино (на берегах Двины). Под д. Боярщина Луков был ранен в ногу картечью и с 21 июля 1812 находился для излечения в Пскове. В полк вернулся после излечения в октябре и отличился в сражении при Смолянах и в Бою под Чашниками, за что 27 мая 1813 был пожалован в генерал-майоры. Принимал участие в сражениях под Клястицами, под Головчицами, под Полоцком, на Березине.

В следующем, 1813 году, принимал участие в заграничном походе, командовал 5-й пехотной дивизией, сражался под Люценом, Бауценом. За отличие в кампании в июле был награждён орденом Святого Георгия 3-го класса (№ 312) 
В воздаяние отличной храбрости и мужества, оказанных в сражениях против французских войск 15 и 16 ноября 1812 года при Борисове и Студянках.
В сражении при Дрездене был убит. Похоронен на поле боя.